# North Carolina Agricultural and Technical State University
Die North Carolina Agricultural and Technical State University (auch NC A&T genannt) ist eine historische afro-amerikanische Universität in Greensboro im US-Bundesstaat North Carolina. Die staatliche Universität wurde 1891 gegründet und hat rund 11.000 Studenten.

## Fakultäten
- Ingenieurwissenschaften
- Künste und Wissenschaften

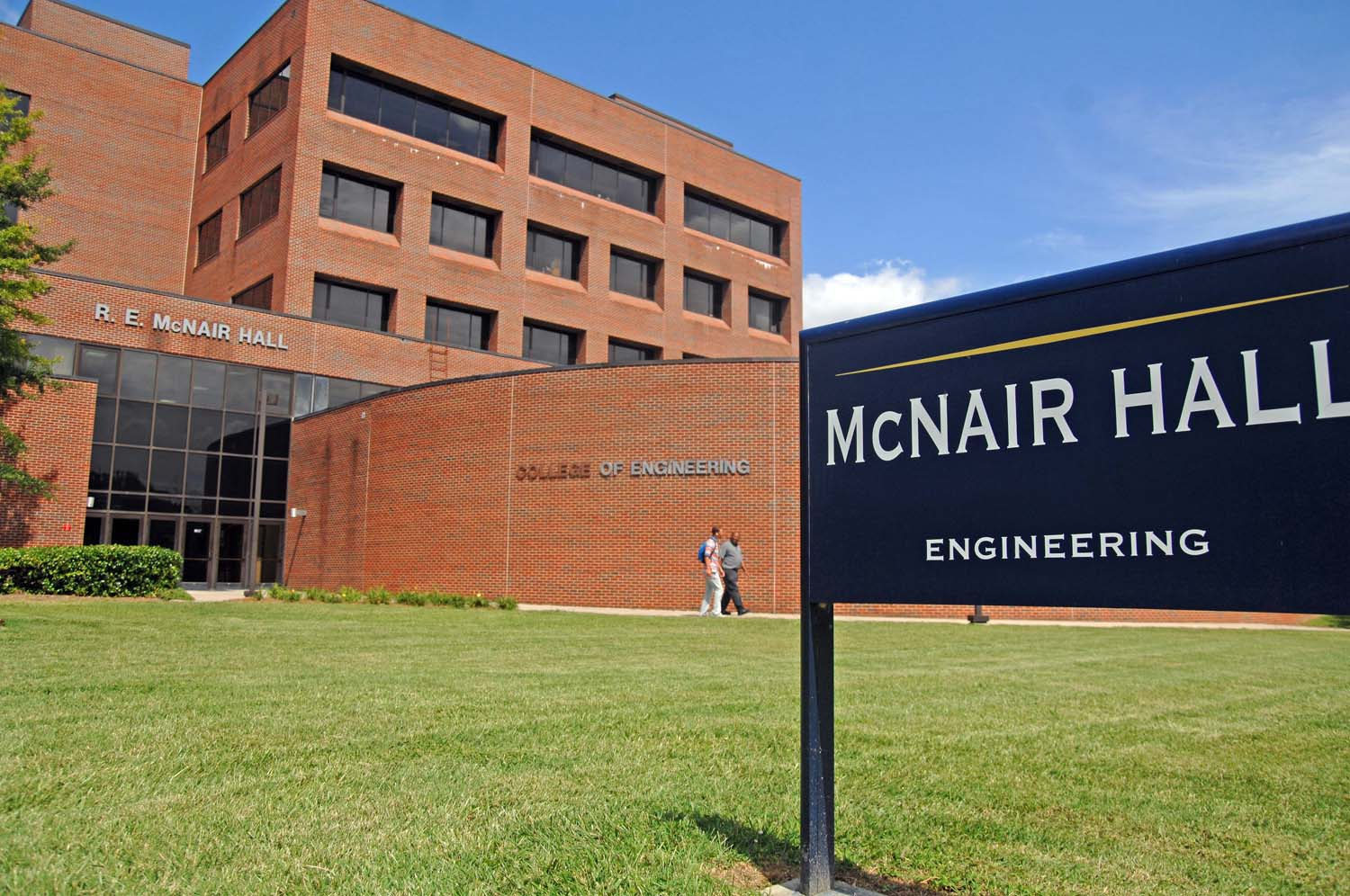
College of Engineering mit der McNair Hall

- Landwirtschaft und Umweltwissenschaften
- Pädagogik
- Pflege
- Technologie
- Wirtschaftswissenschaften
- School of Graduate Studies

## Sport
Die Sportteams der NC A&T sind die Aggies. Die Hochschule ist Mitglied der Coastal Athletic Association (CAA). Die Football-Mannschaft spielt die Saison 2022 im ehemaligen Heim der Big South Conference der Universität; es wird 2023 CAA Football beitreten, der technisch separaten Football-Liga, die von der CAA betrieben wird.

## Musik
Ein Teil der Marching Band „The Gold & Blue Marching Machine“ ist die Trommel-Formation „Cold Steel Drumline“, die im Jahr 2008 und 2009 mit dem deutschen Künstler Peter Fox auf Konzerttournee war.

## Persönlichkeiten
- Al Attles (1936–2024) – Basketballspieler
- Elvin Bethea (* 1946) – Footballspieler
- Lou Donaldson (1926–2024) – Jazzmusiker
- Jesse Jackson (* 1941) – Pfarrer und Bürgerrechtler
- Ronald McNair (1950–1986) – Astronaut
- Chalid Scheich Mohammed (* 1964) – hochrangiges Mitglied der Terrororganisation al-Qaida
- J. R. Smith (* 1985) – Basketballspieler; spielt Golf für die Aggies